# Лесковичі
Лесковичі (біл. вёска Лясковічы) — село в складі Березинського району Мінської області, Білорусь. Село підпорядковане Дмитровицькій сільській раді, розташоване в східній частині області.